# Philip Drucker
Philip Drucker (Chicago, Illinois, 13 de enero de 1911-Lexington, Kentucky en 1982) fue un arqueólogo, antropólogo y escritor estadounidense, que se especializó en los pueblos nativos de Norteamérica, principalmente de la costa noroeste de los Estados Unidos. También participó en las primeras excavaciones de la cultura olmeca en la ciudad prehispánica de La Venta, en el estado mexicano de Tabasco.

## Primeros años
Philip Drucker nació el 13 de enero de 1911 en Chicago, pero una vez que terminó sus estudios de secundaria, se trasladó  al estado de Colorado para estudiar la cría de ganado en la Universidad de Colorado. En 1930 ingresó a la Universidad Estatal de Nuevo México para estudiar artes liberales. Posteriormente, decidió cambiar de carrera entrando a la Universidad de California en Berkeley donde se graduó con una licenciatura en antropología en 1932, y recibió su doctorado en 1936.
Su primer trabajo importante, lo obtuvo en 1940 cuando ingresó a la Oficina de Ednología Americana del Museo Nacional de los Estados Unidos, en Washington, D.C, teniendo la oportunidad de integrarse al equipo del arqueólogo Matthew Stirling con quien viajó a México para realizar diversos estudios de exploración e investigación en los sitios arqueológicos de Tres Zapotes, Cerro de las Mesas y San Lorenzo, aunque las principales investigaciones las realizaron en la ciudad prehispánica de La Venta, Tabasco de 1940 a 1942.

## Exploraciones en La Venta

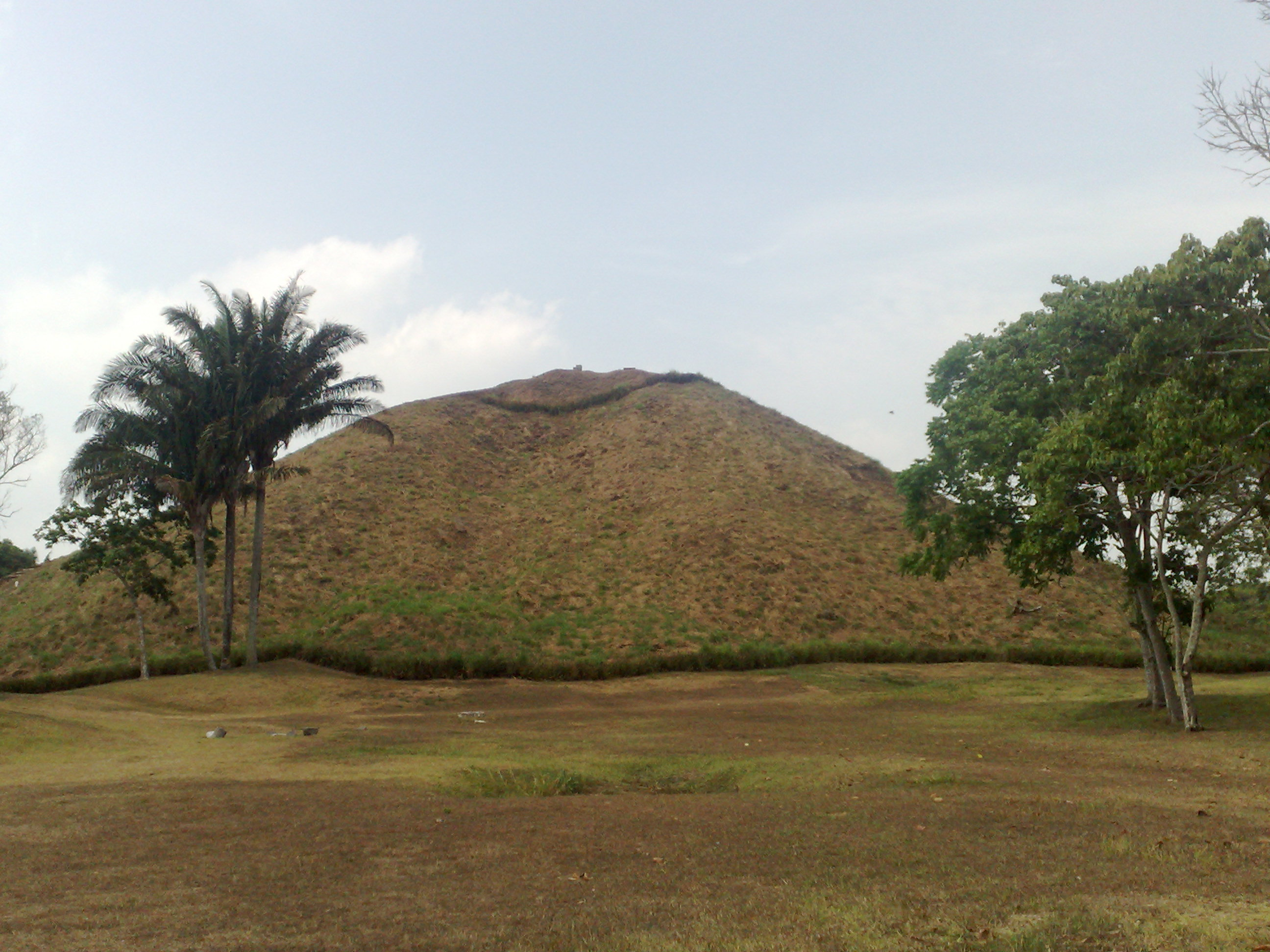
Philip Drucker fue uno de los principales exploradores de la ciudad prehispánica de La Venta, Tabasco.

Atraído por el descubrimiento de la primera cabeza colosal en la Venta en 1926, Matthew Stirling y Philip Drucker decidieron viajar en 1940 a esa ciudad prehispánica localizada en un islote en medio de una amplia zona pantanosa en el estado de Tabasco, en donde despubrieron nueve esculturas más. Sin embargo, sus investigaciones se vieron interrumpidas, cuando en 1942  Drucker se unió a la Reserva Naval de la Marina de los Estados Unidos, sirviendo como lugarteniente durante la Segunda Guerra Mundial.
Al término de la guerra en 1945, trabajó en el Buró de Etnología Americana (B.A.E.) con el Instituto Smithsoniano, sin embargo en 1948 fue requerido nuevamente por la Marina para servir como antropólogo durante la ocupación estadounidense en Micronesia obteniendo el rango de Teniente-Comandante, cargo que desempeñó hasta 1952, cuando regresó a trabajar en el Snithsoniano donde escribió y publicó varios libros sobre la costa del noroeste de Estados Unidos, el llamado "Pacific Trust Territory", y de la región de Tabasco y Veracruz en México, sus tres mayores áreas de interés.
En el año de 1955 Drucker se unió a los arqueólogos Robert Heizer, Robert J. Squier, y Eduardo Contreras y regresó a La Venta realizado importantes descubrimientos en la zona. Una de las aportaciones más importantes de esta investigación, fue reportar el peso y dimensiones de las principales esculturas descubiertas hasta esa fecha, como las cabezas colosales, los altares y las estelas.

## Retiro a la vida privada
Al finalizar esas investigaciones, Drucker, cansado de las actividades académicas, decidió dejarlas para retirarse a la vida privada, por lo que se trasladó al estado de Veracruz donde compró un rancho. Allí conoció a Rosario González, con quien poco después se casó. En esta época publicó bajo un seudónimo una novela etnográfica del pueblo donde vivía en Veracruz, y al poco tiempo escribió, en sociedad con Robert Heizer, varias publicaciones relativas a la cultura olmeca.

## Reincorporación y fallecimiento
En el año de 1967 Drucker regresó a los Estados Unidos reincorporándose a sus actividades docentes y de investigación en la Universidad de California en Santa Cruz, luego en la Universidad de Colorado, y finalmente en 1968 ingresó en la Universidad de Kentucky, permaneciendo como autor, conferencista y etnógrafo hasta su muerte, ocurrida en Lexington, Kentucky en 1982.